# Dwór w Tarpnie
Dwór w Tarpnie – zabytkowy dwór wybudowany w  XIX w., w miejscowości Tarpno.
Dwór położony we wsi w Polsce, w województwie dolnośląskim, w powiecie górowskim, w gminie Niechlów.

## Historia
Zabytek jest częścią zespołu dworskiego, w skład którego wchodzą jeszcze: park z drugiej połowy XIX w., trzy obory z drugiej poł. XIX w..